# Mike Rosati
Michael Anthony „Mike“ Rosati (* 7. Januar 1968 in Toronto, Ontario) ist ein ehemaliger italo-kanadischer Eishockeytorwart.

## Karriere
Als Junior spielte er in der kanadischen Juniorenliga Ontario Hockey League (OHL) bei den Hamilton Steelhawks und wurde während des NHL Entry Draft 1988 von den New York Rangers an 131. Position ausgewählt, wo er jedoch nie spielte. Im Sommer 1990 wechselte er zum HC Bozen nach Südtirol. Dort trug er maßgeblich zum Gewinn der nationalen Meistertitel 1995 und 1996 bei.
Als sich die italienische Serie A1 Mitte der Neunziger in einer Krise befand, wechselte Mike Rosati zu den Adler Mannheim in die Deutsche Eishockey Liga, mit denen er in den Spielzeiten 1996/97 und 1997/98 jeweils Deutscher Meister wurde. 1997 war er mit einem Gegentorschnitt von 2,35 Toren/Spiel der beste Torhüter der regular Season in der DEL. Nach der zweiten Saison bemerkte ihn ein Scout der Washington Capitals und er wechselte als dritter Goalie des Teams in die USA. Als der zweite Torwart sich verletzte und später der erste Torwart, Olaf Kölzig, während des Spiels gegen die Ottawa Senators am 7. November 1998 ausschied, debütierte er in der NHL. In den 28 gespielten Minuten kassierte er kein Tor. Allerdings konnte er sich im Team der Capitals nie richtig durchsetzen und spielte überwiegend in dem Farmteam der Capitals, den Portland Pirates in der American Hockey League. 
Im Sommer 1999 wechselte er zurück nach Mannheim. Am Ende der Saison 2000/01 gewann er mit den Adlern erneut den deutschen Meistertitel. Ab der Saison 2003/04 spielte er noch in der zweiten deutschen Liga bei den Heilbronner Falken. In der Saison 2004/05 fungierte er als Trainer-Assistent unter Stéphane Richer wiederum bei der Mannschaft der Adler Mannheim.
Nach mehreren Jahren Pause wurde er zur Saison 2020/11 als Torwarttrainer bei den Barrie Colts in der OHL vorgestellt, für die er, zwischenzeitlich auch als Assistenztrainer, bis zum Ende der Spielzeit 2016/17 tätig war. Anschließend verpflichteten ihn die neu gegründeten Vegas Golden Knights aus der NHL, wo er ebenfalls für die Torwart-Ausbildung sowie zusätzlich als Scout aktiv ist.

### International
Für Italien nahm Rosati an der B-Weltmeisterschaft 2003 sowie den A-Weltmeisterschaften 1994, 1995, 1997, 2000, 2001 und 2002 teil. Zudem stand er im Aufgebot seines Landes bei den Olympischen Winterspielen 1994 in Lillehammer und 1998 in Nagano.

## Erfolge und Auszeichnungen
| - 1994 Alpenliga-Gewinn mit dem HC Bozen - 1995 Italienischer Meister mit dem HC Bozen - 1996 Italienischer Meister mit dem HC Bozen - 1997 Deutscher Meister mit den Adler Mannheim | - 1998 Deutscher Meister mit den Adler Mannheim - 2001 Deutscher Meister mit den Adler Mannheim - 2002 Deutscher Vizemeister mit den Adler Mannheim - 2003 Deutscher Pokalsieger mit den Adler Mannheim |

## Soziales Engagement
Zusammen mit den Adlern Mannheim ist er Initiator von Rosys Kids Corner. Die Initiative sammelt Spenden für den Kampf gegen die Leukämie.